# Lliga iugoslava d'handbol masculina
La Lliga iugoslava d'handbol fou una competició que es disputà a l'antiga Iugoslàvia des de 1953 fins a la seva dissolució el 1991 amb la independència de les antigues repúbliques que formaren les seves pròpies lligues nacionals.

## Historial
- 1953:  Prvomajska Zagreb
- 1954:  Prvomajska Zagreb
- 1955:  RK Crvena zvezda
- 1956:  RK Crvena zvezda
- 1957:  RK Zagreb
- 1958:  Partizan Bjelovar
- 1959:  FK Borac Banja Luka
- 1960:  FK Borac Banja Luka
- 1961:  Partizan Bjelovar
- 1962:  RK Zagreb
- 1963:  RK Zagreb
- 1964:  Prvomajska Zagreb
- 1965:  RK Zagreb
- 1966:  Medveščak Zagreb
- 1967:  Partizan Bjelovar
- 1968:  Partizan Bjelovar
- 1969:  RK Crvenka
- 1970:  Partizan Bjelovar
- 1971:  Partizan Bjelovar
- 1972:  Partizan Bjelovar
- 1973:  FK Borac Banja Luka
- 1974:  FK Borac Banja Luka
- 1975:  FK Borac Banja Luka
- 1976:  FK Borac Banja Luka
- 1977:  Partizan Bjelovar
- 1978:  RK Željezničar Sarajevo
- 1979:  Partizan Bjelovar
- 1980:  RD Slovan
- 1981:  FK Borac Banja Luka
- 1982:  RK Metaloplastika Šabac
- 1983:  RK Metaloplastika Šabac
- 1984:  RK Metaloplastika Šabac
- 1985:  RK Metaloplastika Šabac
- 1986:  RK Metaloplastika Šabac
- 1987:  RK Metaloplastika Šabac
- 1988:  RK Metaloplastika Šabac
- 1989:  RK Zagreb
- 1990:  Proleter Naftagas Zrenjanin
- 1991:  RK Zagreb